# Manuel Molina Rodríguez
Manuel Molina Rodríguez (Orihuela, 28 de octubre de 1917-Alicante, 29 de diciembre de 1990) fue un poeta español.

## Biografía
Cursó estudios primarios y comenzó el bachillerato en su ciudad natal, donde conoció a Miguel Hernández, Carlos Fenoll y Ramón Sijé, acudiendo a las reuniones literarias que estos celebraban en la tahona de la calle Arriba. En 1935 se trasladó con su familia a Alicante y un año más tarde presidirá las Juventudes de Izquierda Republicana de esa ciudad.
Tras la rebelión militar de 1936 acudió como miliciano a la defensa de Madrid. En la Alianza de Intelectuales Antifascistas conoció a Rafael Alberti, María Teresa León, Emilio Prados y Antonio Aparicio. Visitó también a Vicente Aleixandre. En 1937 militó en el 4.º Batallón de Carabineros y fue destinado a Bolaños, Daimiel y más tarde al frente de Teruel. Terminada la guerra, tras pasar por el campo de concentración de la Plaza de toros de Valencia, regresó a Alicante, donde, junto a un grupo de poetas, intentó rehacer la vida literaria de la ciudad.
Mientras trabajaba como capataz en la construcción de carreteras, fundó varias revistas literarias —Intimidad poética, Sigüenza, Verbo—. Desempeñó diversas ocupaciones hasta ingresar en la Caja de Ahorros del Sureste de España, donde transcurrió el resto de su vida laboral. Junto a Vicente Ramos, fundó la Colección Ifach de poesía. En 1955 conoció a Carlos Sahagún, con quien estableció una amistad entrañable, orientándole en sus inicios literarios. Hasta su fallecimiento en 1990, impulsó todo tipo de actividades culturales en la capital alicantina.
Su poesía nace de la frustración histórica que supuso la guerra civil española y se nutre de emociones primarias orientadas a mitigar los efectos de la derrota popular y a recobrar la esperanza colectiva desde una perspectiva ética irrenunciable. Motivos centrales de su obra serán el dolor de los humildes, la injusticia, la amistad y el amor, la tierra y el trabajo.

## Obras poéticas
- Otoño adolescente, Alicante, Intimidad poética, Col. Leila, 1943.
- Hombres a la deriva, Alicante, Colección Ifach, 1950.
- Camino adelante, Madrid, Col. Neblí, 1953.
- Versos en la calle, Alicante, Ediciones Silbo, 1955.
- Poemas, Granada, Don Alhambro, 1958.
- El suceso, Cádiz, Caleta, 1960.
- Mar del miedo, Madrid-Palma de Mallorca, Papeles de Son Armadans, 1962 (tirada aparte de la revista)
- Coral de pueblo (prólogo de Camilo José Cela), Alicante, Caja de Ahorros del Sureste de España, 1968.
- Veinte sonetos tópicos, Alicante, Revista IDEA, 1969 (separata)
- Balada de la Vega Baja (Elegía sin nombre), Málaga, Librería El Guadalhorce, 1970.
- La belleza y el fuego, Alicante-Málaga, Librería El Guadalhorce, 1972.
- Versos de la vida, Alicante-Málaga, Librería El Guadalhorce, 1977.
- Protocolo jubilar, Alicante, ed. del autor, 1982.
- Rezuma, Valencia, Anteo, 1984.
- Versos escogidos (edición de Cecilio Alonso), Alicante, Instituto Juan Gil-Albert, 1992.

- Miguel Hernández y sus amigos de Orihuela (Testimonio personal), Málaga, El Guadalhorce, 1969.
- Amistad con Miguel Hernández, Alicante, Silbo, 1971.
- Miguel Hernández en Alicante (en colaboración con Vicente Ramos), Alicante, Ifach, 1976.
- Un mito llamado Miguel (XXV Aniversario de la muerte de Hernández), Alicante, Silbo, 1977.
- Paisajes y personajes mironianos (Centenario del nacimiento de Miró, 1879-1979), Alicante, Caja de Ahorros Provincial, 1979.

## Ediciones
- Antología de la poesía alicantina actual (1940-1972), Alicante, Caja de Ahorros Provincial, 1973.
- Fenoll, Carlos, Canto encadenado (Edición y prólogo de M. Molina), Alicante, Instituto de Estudios Alicantinos, 1978.

## Estudios sobre su obra
- Ballester Añón, Rafael (y otros), La poesía valenciana en castellano, 1936-1986, Valencia, Víctor Orenga, 1986.
- Guillén García, José y Muñoz Garrigós, José, Antología de escritores oriolanos, Orihuela, Excmo. Ayuntamiento, 1975.
- Ramos, Vicente, Estudios de Literatura alicantina (Primera serie), Alicante, Caja de Ahorros Provincial, 1979.
- Reig Sempere, Ana M., La generación del 30 en Orihuela, Alicante, Instituto de Estudios Alicantinos, 1981.